# Alb-Neckar-Radweg
Der Alb-Neckar-Radweg war ein rund 213 Kilometer langer Radfernweg von Ulm nach Heilbronn durch die Metropolregion Stuttgart. Er wurde Anfang 2023 gemeinsam mit dem Hohenlohe-Ostalb-Weg in den Württemberger Tälerradweg integriert und ist seitdem nicht mehr eigenständig ausgeschildert.
Während seines Verlaufes überwanden Radfahrende 2.100 Höhenmeter bergauf und etwa 2.416 Höhenmeter bergab. Kartenmaterial führte die Strecke meist mit der Abkürzung AN.

## Charakteristik
Zu den anspruchsvollen Seiten des Weges gehört unter anderem die Überwindung der Europäischen Hauptwasserscheide in einer Mittelgebirgslandschaft bei Westerheim, wo der Auf- und Abstieg durch die hoch gelegene Wasserscheide Atlantik – Schwarzes Meer vorgegeben ist. Geprägt ist der Weg aber nicht nur durch die Erhebungen der Schwäbischen Alb, sondern auch von eher sanft geneigten Flusstälern. Exemplarisch zu nennen sind:
- Donautal bei Ulm
- Blautal bei Blaustein und Blaubeuren
- Filstal bei Göppingen
- Remstal zwischen Lorch und Remseck
- Neckartal vor Heilbronn

## Historische Sehenswürdigkeiten am Streckenverlauf

### Ruinen, Burgen und Schlösser

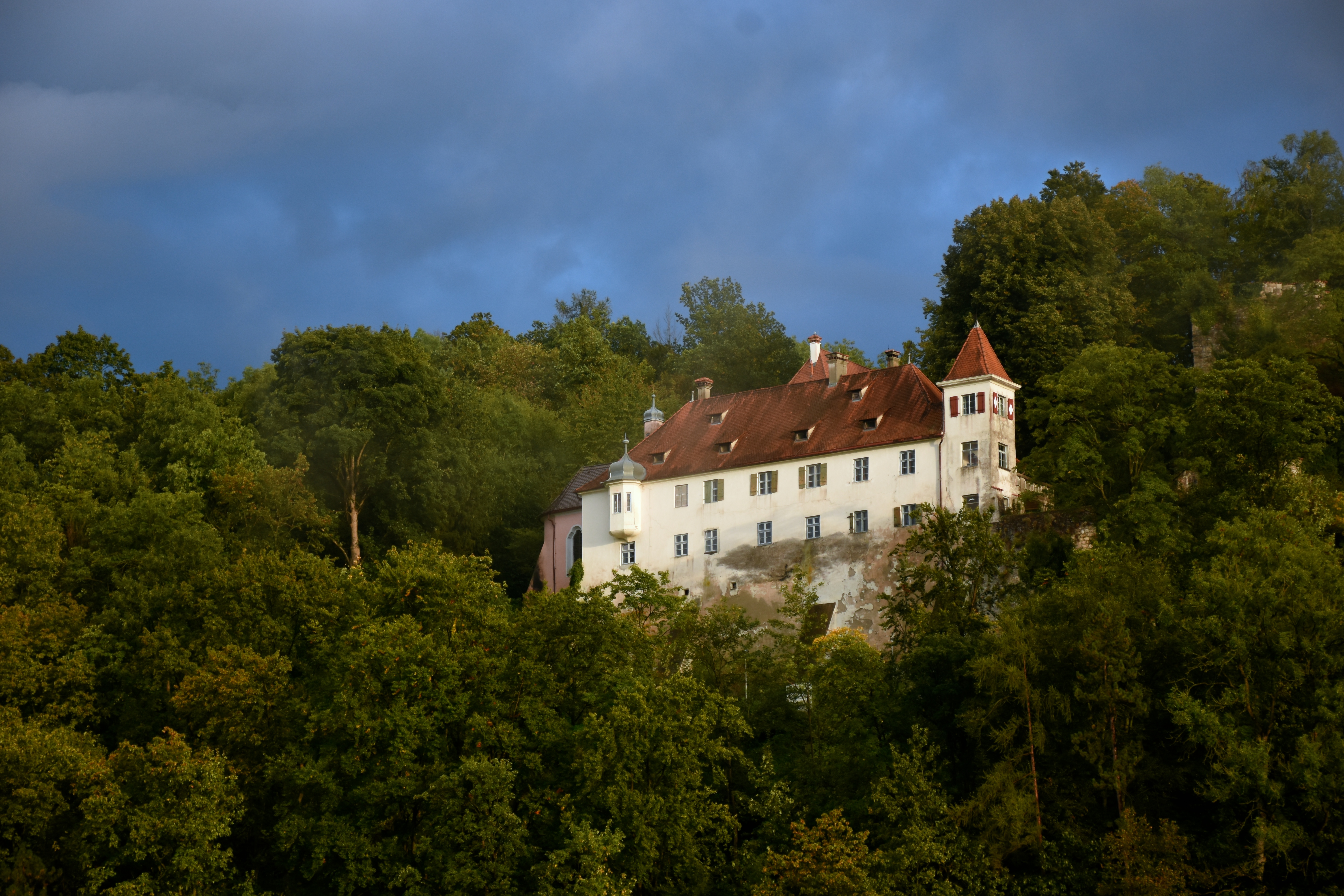
Das Schloss Klingenstein über dem Blautal wird in Blaustein erreicht.
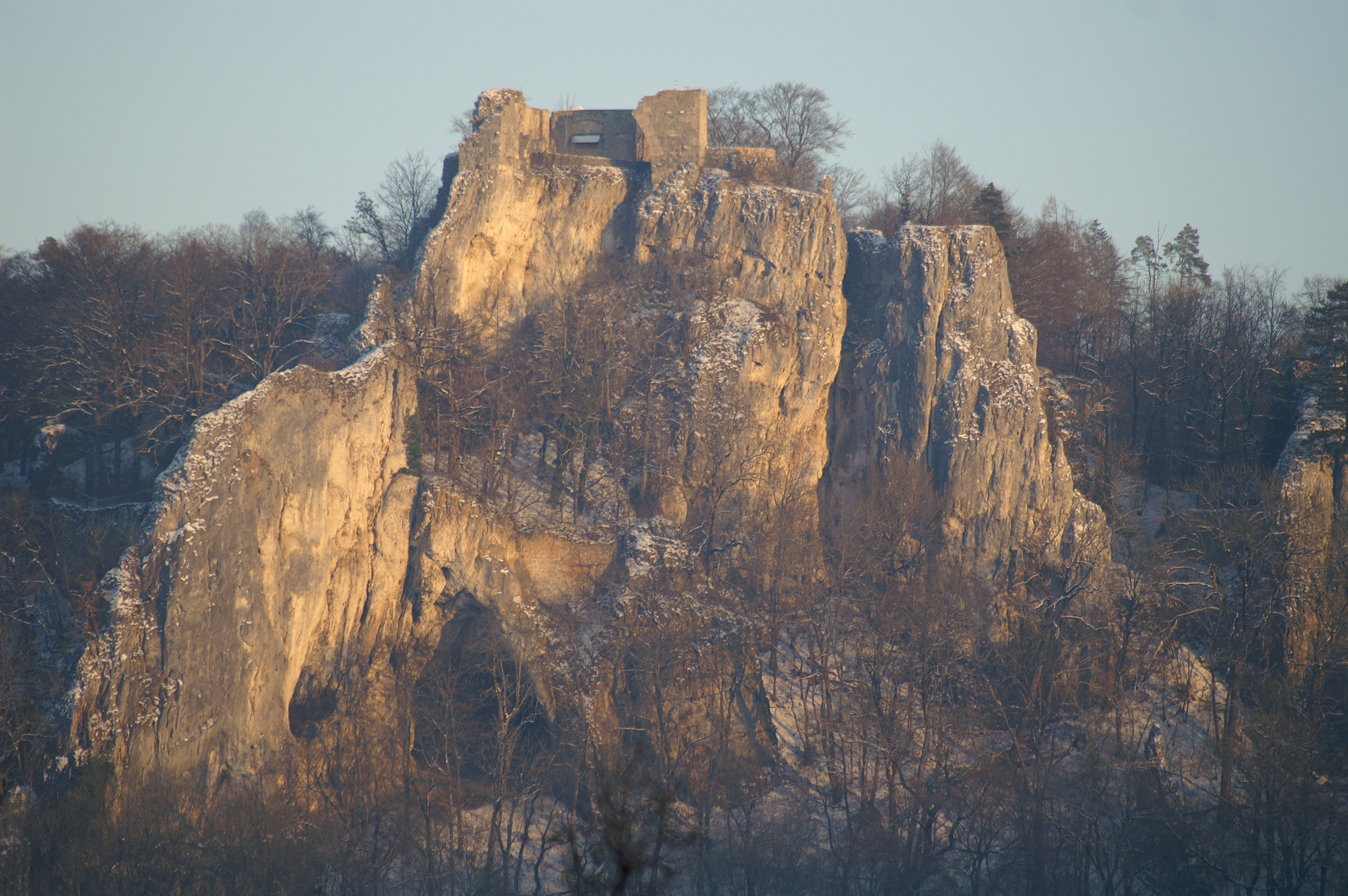
Die Ruine Hohengerhausen, das sogenannte Rusenschloß, wird schon vor Blaubeuren sichtbar.
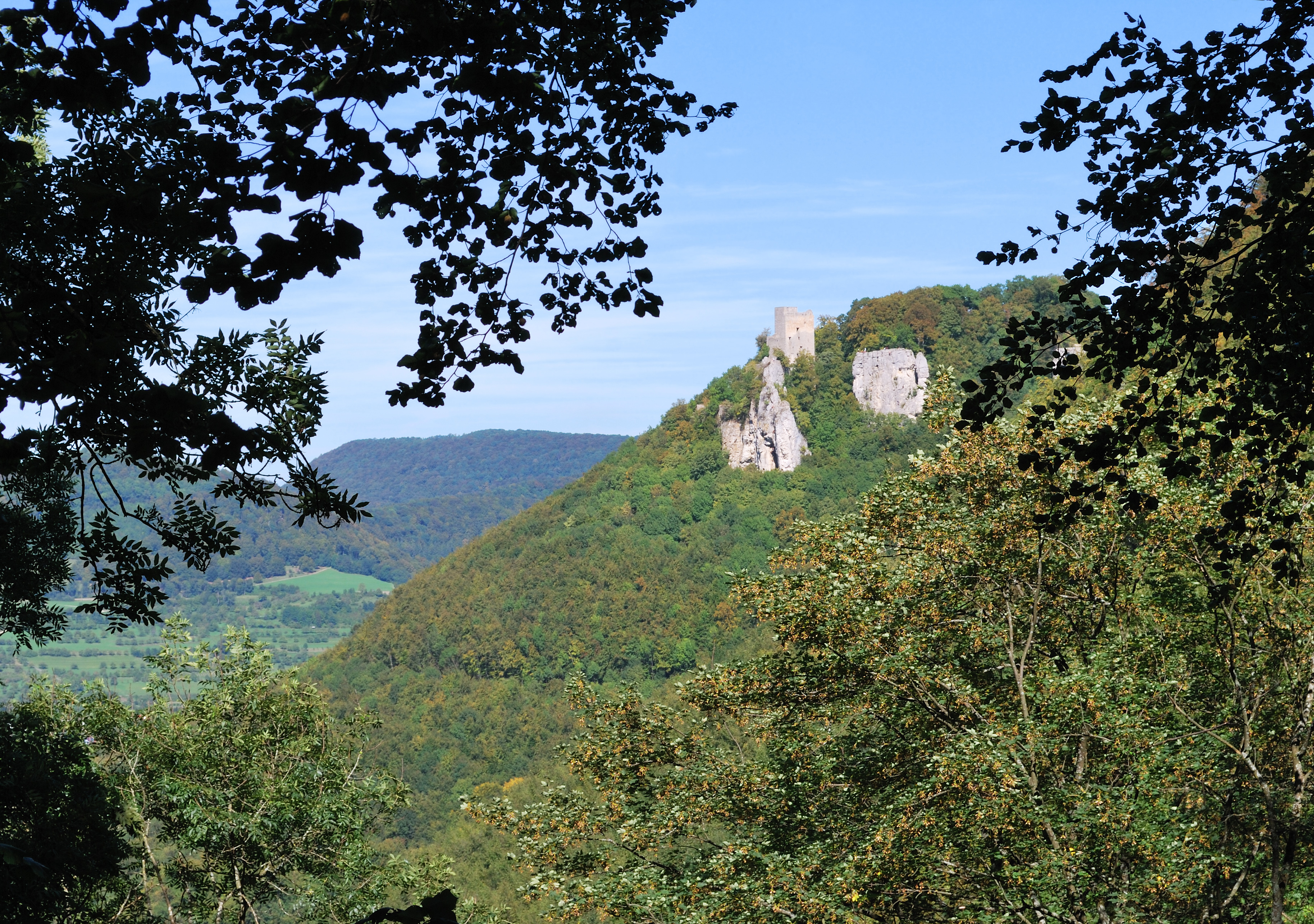
So erkennt man auf dem Radweg die Burgruine Reußenstein am Beginn des Neidlinger Tales, auf einem Felsen stehend.
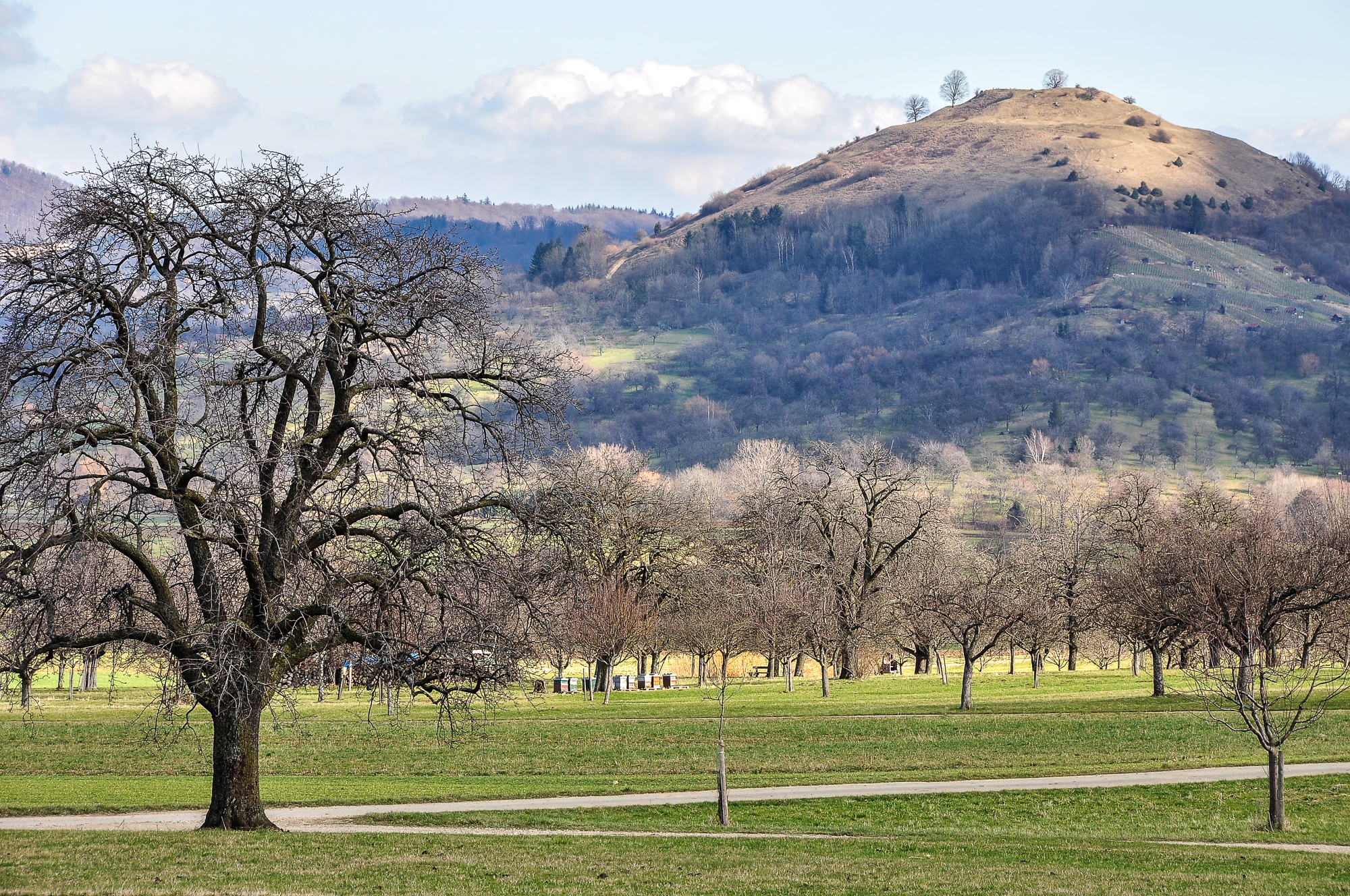
Die Limburg bei Weilheim, deren Untergrund vulkanischen Ursprungs ist, wird vom Radweg fast ganz umrundet.
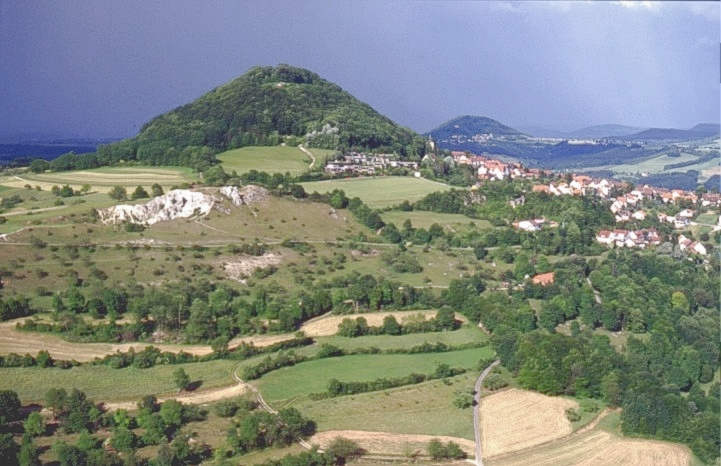
Die beiden letzten Zeugenberge der Schwäbischen Alb, die der Radweg am Bergfuß erreicht: Hohenstaufen mit Stauferburg (links) und Rechberg (rechts im Hintergrund), zwei von drei Kaiserbergen.

### Historische Klosteranlagen

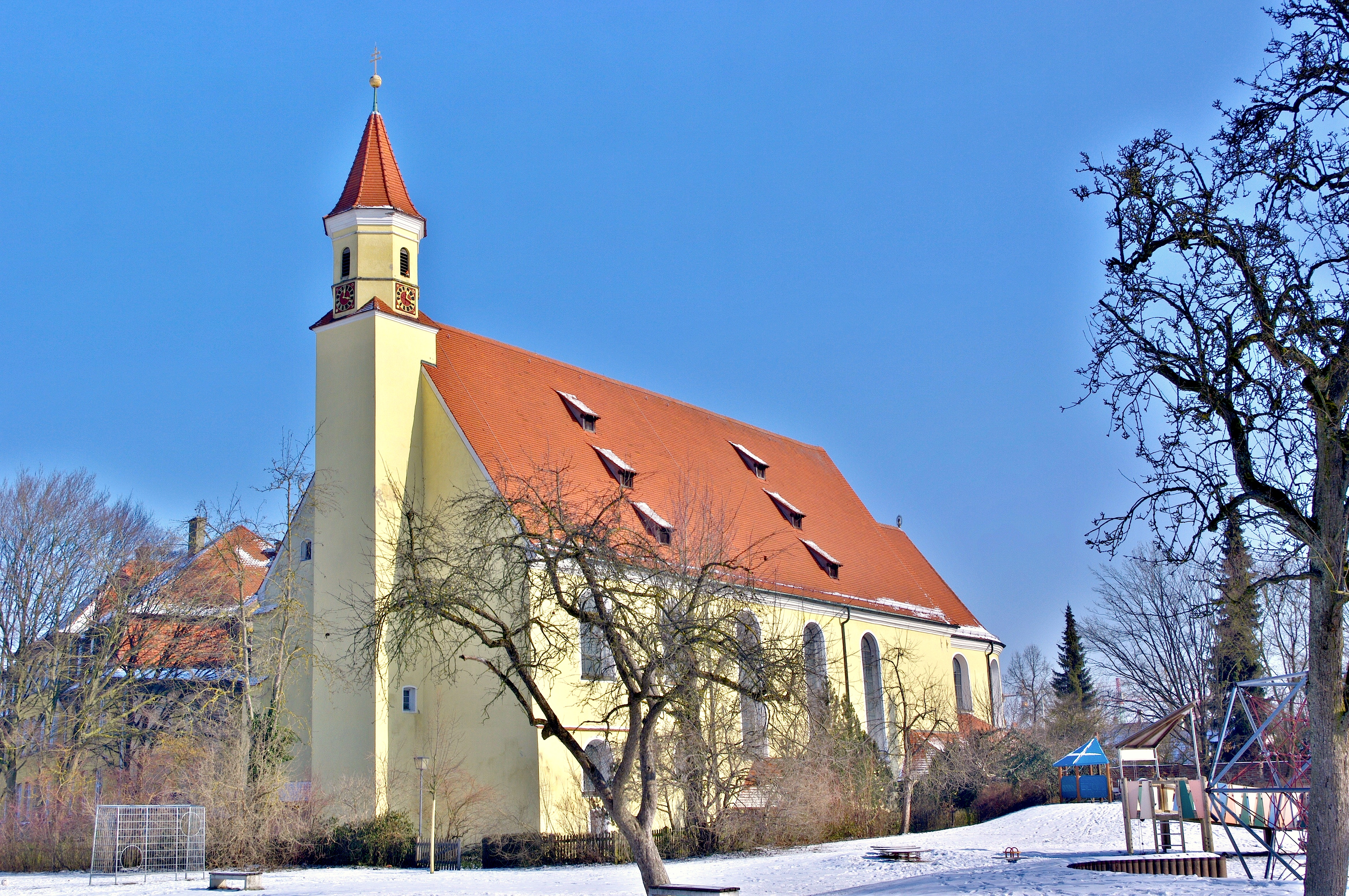
Das Kloster Söflingen mit seiner weiten Anlage wird am Ende von Ulm auf dem Radweg sichtbar.
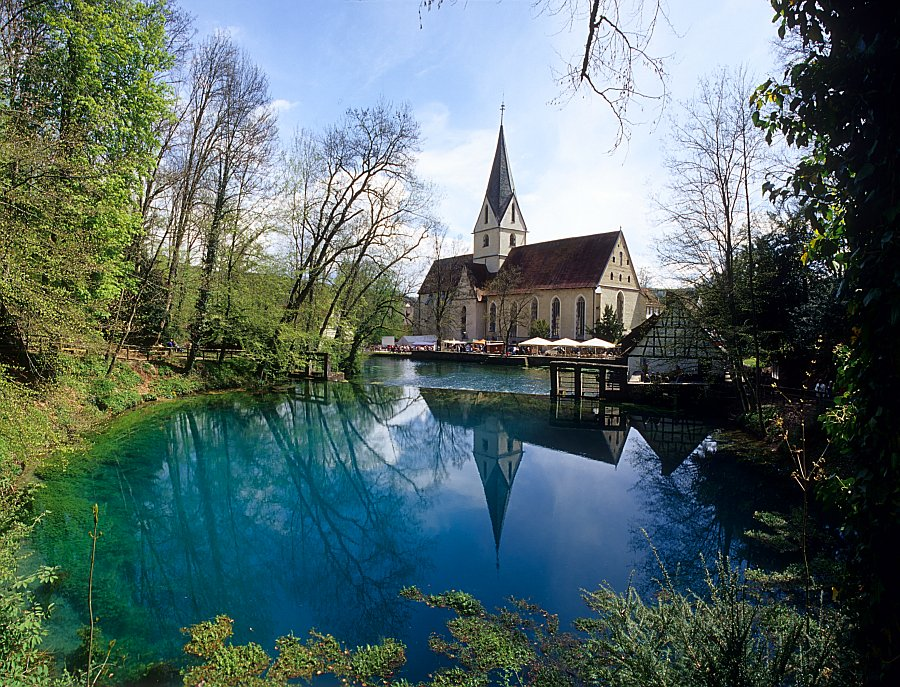
Das Kloster Blaubeuren am Blautopf ist ein ehemaliges Benediktinerkloster und ist Station auf dem Radweg.
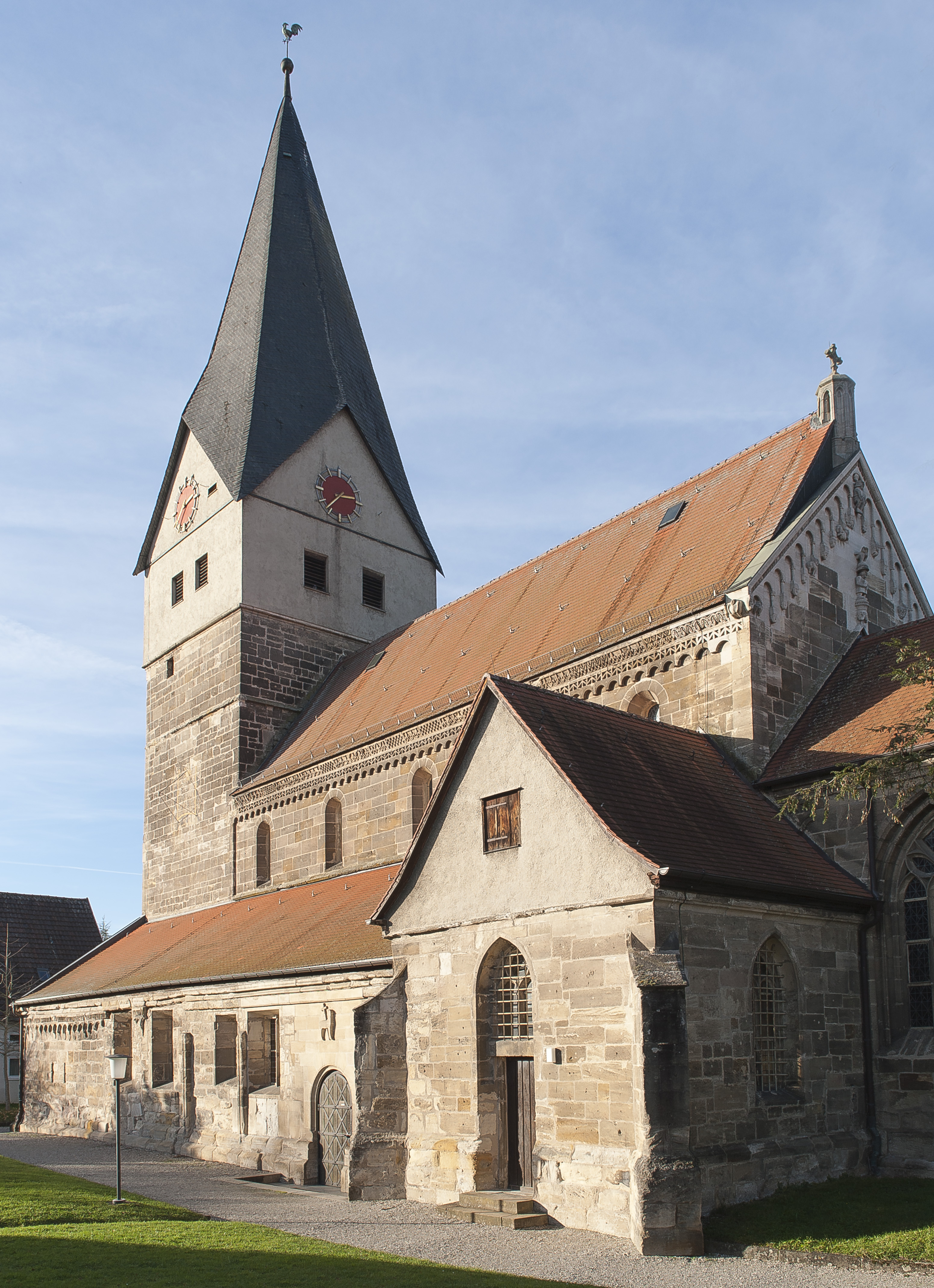
Der Radweg führt in Göppingen zum alten Chorherrenstift Faurndau, das in die Romanik zurückreicht.
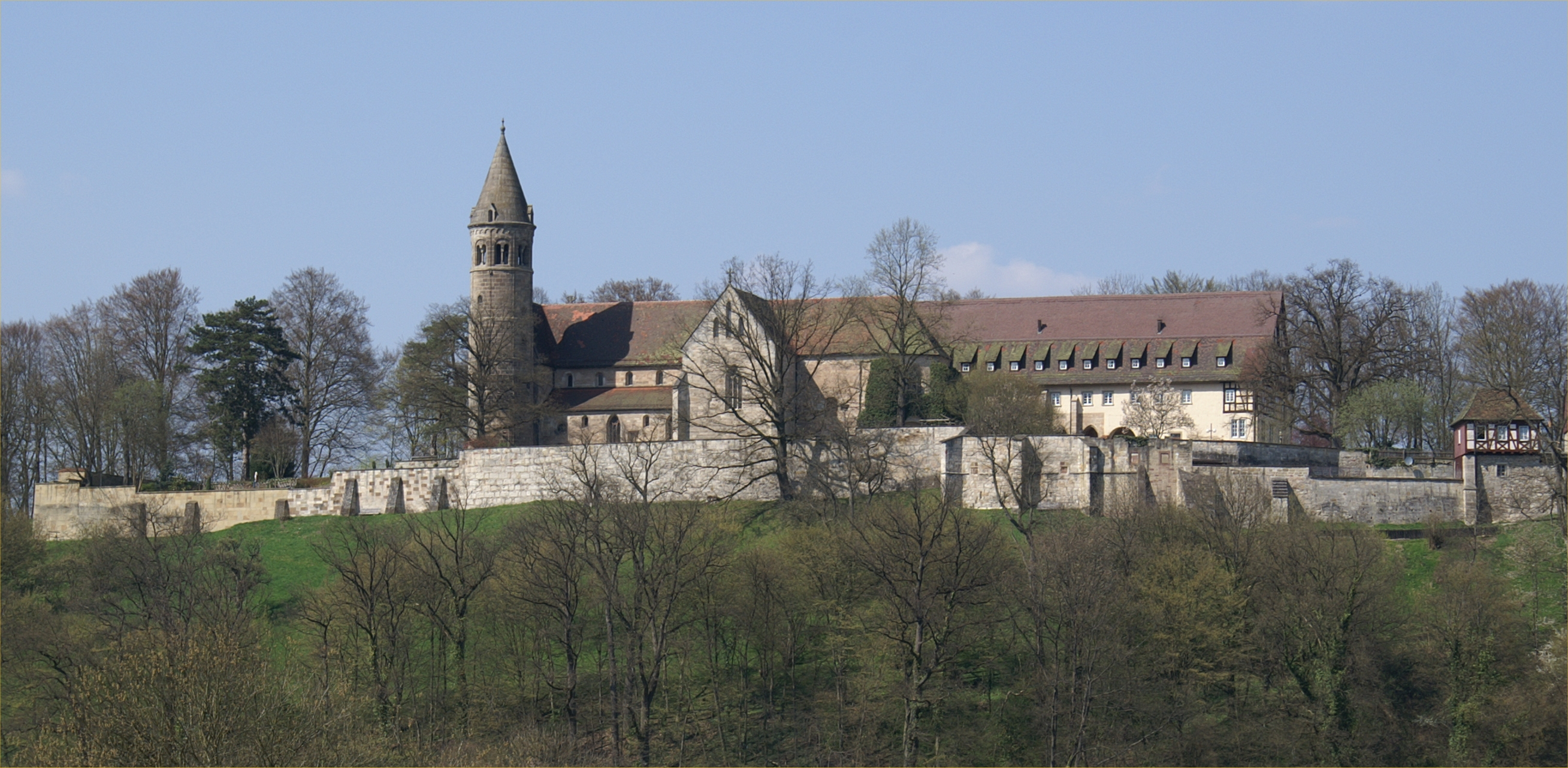
Das Kloster Lorch wird im Remstal erreicht. Es war einst das Hauskloster der Staufer.
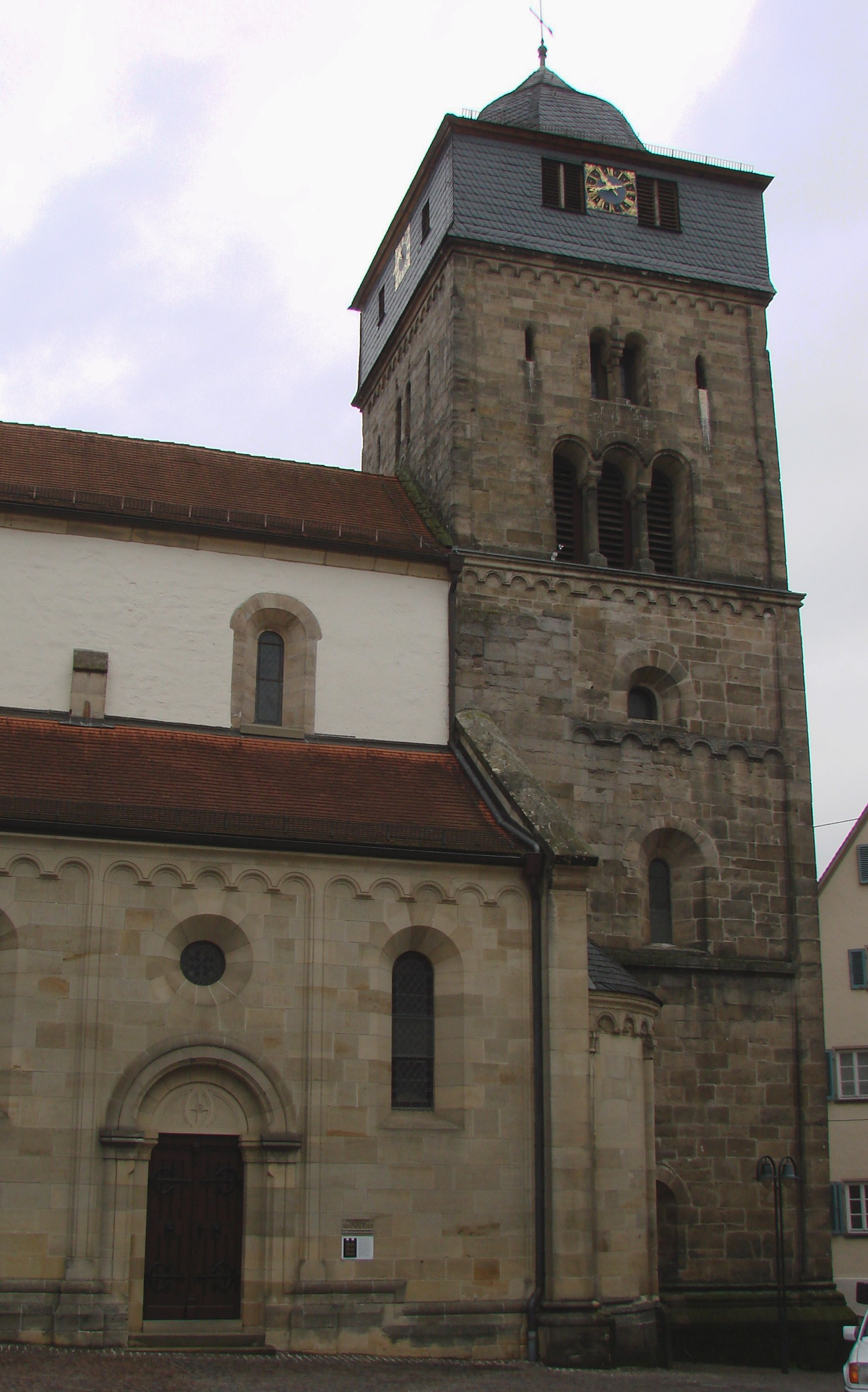
Eine alte Geschichte weist auch das Damenstift in Oberstenfeld mit seiner Stiftskirche auf.